# Adelbert Foppe
Adelbert Foppe (Den Haag, 7 februari 1942 - 16 juli 2021) was een Nederlands beeldend kunstenaar en vormgever.

## Biografie
Foppe studeerde Grafisch Ontwerpen aan de Koninklijke Academie van Beeldende Kunsten te Den Haag en aansluitend Modeltekenen aan De Vrije Academie te Den Haag. Aanvankelijk was Foppe werkzaam als grafisch ontwerper en was onder meer betrokken bij de publicatie van het Haagse undergroundmagazine "Iets". Daarna ging het snel met de bekendheid van Foppe en was hij voornamelijk werkzaam als zelfstandig grafisch ontwerper en beeldend kunstenaar. Hij maakte onder andere deel uit van de "Haagse Constructivisten" en was lid van de Haagsche Kunstkring. Ook was Foppe betrokken bij de oprichting van De Grafische Werkplaats en de daaruit voortgekomen Grafiekwinkel INKT. Als beeldend kunstenaar heeft hij diverse exposities in het binnen- en buitenland gehad. In de jaren tachtig werd Foppe aangesteld als docent aan de Willem de Kooning Academie te Rotterdam.
Foppe leidde een eigen tekencursusstudio van 2005 tot 2017.
Het werk van Foppe laat zich het best omschrijven als 'concrete kunst', gekenmerkt door de bestudering van en experimenten met houtskool- en olieverftechnieken (met instandhouding van geometrische uitgangspunten).

## Tentoonstellingen
Naast tentoonstellingen in Nederland maakte Foppes werk ook deel uit van vele internationale tentoonstellingen.
- Cultureel Festival, Kiev, Oekraïne (1992)
- Ludwigshafen, Duitsland (1994)
- Gent, België (1996)

## Collecties
Werk van Foppe is opgenomen in collecties van diverse musea, waaronder:
- Gemeentemuseum Den Haag
- Affichemuseum[1], Hoorn
- Stichting ABN AMRO Kunstverzameling, Amsterdam